# Matt Molloy
Pour les articles homonymes, voir Molloy (homonymie).
Matt Molloy, né le 12 janvier 1947 à Ballaghaderreen (Comté de Roscommon), est un musicien irlandais.

## Biographie

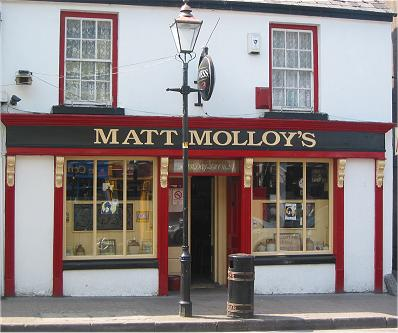
Le pub de Matt Molloy Bridge Street à Westport.

Enfant, il commence à jouer de la flûte assez tôt, et gagne le All-Ireland Flead Championship à 17 ans seulement. Considéré comme l'un des meilleurs musiciens traditionnels irlandais, son style qui adapte les techniques d'ornementation de la cornemuse à la flûte a influencé de nombreux flutistes irlandais et américains.
Durant les années 1970, Matt Molloy est membre du mythique Bothy Band et de son successeur, le groupe Planxty lors de sa reformation. Il rejoint les Chieftains en 1979, remplaçant Michael Tubridy. Au cours de sa carrière, Matt Molloy travaille avec l'Orchestre de chambre d'Irlande, Paul Brady, Tommy Peoples, Micheál Ó Súilleabháin et Dónal Lunny.
En 1999, il est consacré Traditional Musician of the Year par la télévision irlandaise TG4.
Il possède un pub sur Bridge Street à Westport, comté de Mayo où se tiennent régulièrement des sessions de musique irlandaise.

## Discographie

### Albums solo
- Matt Molloy with Donal Lunny (1976)
- Stony Steps (1987)
- The Heathery Breeze (1988)
- Shadows on Stone (1996)

### Participation
- Molloy, Brady, Peoples (1978) Matt Molloy, Paul Brady, Tommy Peoples
- Contentment Is Wealth (1985) Matt Molloy, Seán Keane, Arty McGlynn
- Music at Matt Molloy's (1993) Session live enregistrée au pub Matt Molloy's
- The Fire Aflame (1994) Matt Molloy, Seán Keane, Liam O' Flynn
- The West Ocean String Quartet With Matt Molloy – The Guiding Moon (2006)
- Pathway to the Well (2007) Matt Molloy, John Carty, Arty McGlynn.
- Out Of The Ashes (2016) Matt Molloy, John Carty, Arty McGlynn.